# 城干郡
城干郡（：／ Sŏnggan gun */?）是朝鮮民主主義人民共和國慈江道中部的一個郡。禿魯江在西部流經，東有狼林山脈。面積949.113平方公里，2008年人口92,252人。下分1邑、4勞動者區、10里。
1952年自長江郡和前川郡設郡。